# Lógica india
Como lógica india se conoce a una corriente separada, autónoma de la lógica. Se originó en el interior de la filosofía india y , al empezar, avanzaba junto a dicha filosofía. La formalización de la lógica india en un corpus armónico se liga con la obra de Dignaga (s. VI a. C.). La lógica, creada en la antigua India, lleva más de dos mil años de existencia y está atesorada en gran cantidad de obras; desgraciadamente, no hay unidad de criterios respecto de su desarrollo.

## Dónde se halla
Los contenidos de la lógica india se hallan en forma breve en Filosofía india en dos tomos de Sarvepalli Radhakrishnan y se nombran: «antigua» nyaya, lógica budista, y «nueva» nyaya.

 La presentación más orgánica y plena  de los fundamentos de la lógica india de navya.nyaya se encuentra en la obra de Daniel Henry H. Ingalls, indólogo estadounidense, docente de Harvard, intitulada Introducción a la lógica india Navya-  nyaya (Materials for the study of Navya-nyaya Logic. 1951).

## Forma de organización
La lógica india prestaba debida atención a los razonamientos, identificados con la demostración. Inicialmente, se consideraba que el silogismo se componía de diez juicios, después Gautama disminuyó a cinco:
- tesis
- base
- ejemplo
- aplicación y
- conclusión

Este tipo de silogismo de cinco términos empezó a predominar. Lo caracterizan las siguientes

### Propiedades
1. Una doctrina primigenia del silogismo de 5 términos, que exhibe la inseparabilidad de la deducción y la inducción.
2. La apreciación del juicio como término del razonamiento, y no como un acto independiente de pensar.
3. La percepción no es algo que ocurre de inmediato, sino que engloba el acto «juicios-razonamientos».
4. La diferencia entre el discurrir interior, como forma de pensar, y discurrir exterior en forma oral o escrita.

### Disquisición
Es oportuno referir que la psicología europea, recién en el siglo XX; comenzó a ocuparse de estos tipos de discurso y proponer diferencias entre ellos.

Ingalls al exponer los fundamentos de Vavya-nyaya ( "nuevo método", " nueva lógica"), concluye que es el único sistema acabado, autocontenido, de lógica formal surgido fuera de la cultura europea.